# Hans Kleyweg
Johannes (Hans) Kleyweg (Den Haag, 12 januari 1944) is een Nederlands beeldhouwer. Hij genoot zijn opleiding aan de Koninklijke Academie van Beeldende Kunsten in Den Haag. In Den Haag bevinden zich ook een aantal bekende werken van hem, waaronder Varianten op ring.
- RKD-Nederlands Instituut voor Kunstgeschiedenis: 44658